# Saint-Eustache (Francja)
Saint-Eustache – miejscowość i gmina we Francji, w regionie Owernia-Rodan-Alpy, w departamencie Górna Sabaudia.
Według danych na rok 1990 gminę zamieszkiwało 335 osób, a gęstość zaludnienia wynosiła 32 osób/km² (wśród 2880 gmin regionu Rodan-Alpy Saint-Eustache plasuje się na 1295. miejscu pod względem liczby ludności, natomiast pod względem powierzchni na miejscu 1085.).